# Halopteris simplex
Halopteris simplex är en nässeldjursart som först beskrevs av Warren 1914.  Halopteris simplex ingår i släktet Halopteris och familjen Halopterididae. Inga underarter finns listade i Catalogue of Life.